# Cantone di Essômes-sur-Marne
Il Cantone di Essômes-sur-Marne è una divisione amministrativa dell'arrondissement di Château-Thierry con capoluogo Essômes-sur-Marne.
È stato costituito a seguito della riforma approvata con decreto del 21 febbraio 2014, che ha avuto attuazione dopo le elezioni dipartimentali del 2015.

## Composizione
Comprende 52 comuni:
- Artonges
- Azy-sur-Marne
- Barzy-sur-Marne
- Baulne-en-Brie
- Bézu-le-Guéry
- Bonneil
- Celles-lès-Condé
- La Celle-sous-Montmirail
- La Chapelle-Monthodon
- La Chapelle-sur-Chézy
- Charly-sur-Marne
- Chartèves
- Chézy-sur-Marne
- Condé-en-Brie
- Connigis
- Coupru
- Courboin
- Courtemont-Varennes
- Crézancy
- Crouttes-sur-Marne
- Domptin
- L'Épine-aux-Bois
- Essises
- Essômes-sur-Marne
- Fontenelle-en-Brie
- Jaulgonne
- Lucy-le-Bocage
- Marchais-en-Brie
- Marigny-en-Orxois
- Mézy-Moulins
- Montfaucon
- Monthurel
- Montigny-lès-Condé
- Montlevon
- Montreuil-aux-Lions
- Nogentel
- Nogent-l'Artaud
- Pargny-la-Dhuys
- Passy-sur-Marne
- Pavant
- Reuilly-Sauvigny
- Romeny-sur-Marne
- Rozoy-Bellevalle
- Saint-Agnan
- Saint-Eugène
- Saulchery
- Trélou-sur-Marne
- Vendières
- Veuilly-la-Poterie
- Viels-Maisons
- Viffort
- Villiers-Saint-Denis